# کلانتر (مجموعه تلویزیونی)
کلانتر یک مجموعه‌ تلویزیونی به کارگردانی محسن شاه‌محمدی و تهیه‌کنندگی اصغر زایری ساخته سال ۱۳۸۲ در ژانر پلیسی است که از شبکه یک سیما پخش شده‌است.
این مجموعه به دلیل موفقیت در جذب بیننده ادامه یافت و فصل دوم در سال ۱۳۸۴ و فصل سوم در سال ۱۳۸۸ روی آنتن شبکه یک قرار گرفت. کلانتر جز معدود سریال‌های چند فصلی موفق تلویزیون است.

## داستان
مجموعه تلویزیونی کلانتر، داستان سرگرد علی امیری و ستوان رضا بیات است، در این سریال پرونده‌های معمایی پلیسی روی میز امیری قرار داده می‌شود و او برای پیگیری هر کدام از این پرونده‌ها مجدانه تلاش می‌کند. کلانتر در سه اپیزود، سه داستان گوناگون را به تصویر می‌کشند.

## اپیزودها
هر فصل این مجموعه تلویزیونی شامل چندین قسمت است:
- همسفر: دربارهٔ اختلاف یک زوج جوان

(۴ قسمت)
| بازیگر          | در نقش | توضیح      |
| --------------- | ------ | ---------- |
| کیوان محمودنژاد | نیما   | نامزد تینا |
| آناهیتا همتی‌    | تینا   | نامزد نیما |
| معصومه آقاجانی  | سیما   | مادر نیما  |
| امیر مهدی‌کیا    | امیر   | پدر نیما   |
| طاهره طایفی     | ژیلا   | مادر تینا  |

- ‌ستاره و من: دربارهٔ سرقت از شرکت (۴ قسمت)

| بازیگر           | در نقش   | توضیح             |
| ---------------- | -------- | ----------------- |
| رامبد شکرآبی     | امیر     | همسر ستاره        |
| سعید آقاخانی     | سیا      | دوست امیر و افشین |
| فرهاد مهادیان    | افشین    | دوست امیر و سیا   |
| پدیده برومند     | ستاره    | همسر امیر         |
| بهار ارجمند      | ساناز    | خواهر ستاره       |
| آناهیتا همتی     | پروانه   | خواهر سیا         |
| گیتی معینی       | بی بی    | مادر سیا و پروانه |
| آزاده خورشیددوست | خانم جون | مادر افشین        |
| حسین ایل‌بیگی     |          | پدر ستاره         |
| شادی میمنت       |          | کارمند شرکت       |
| شهلا علیپور      |          | کارمند شرکت       |

- اعتراف: دربارهٔ قتل یک زن (۵ قسمت)

| بازیگر          | در نقش | توضیح                 |
| --------------- | ------ | --------------------- |
| پرویز فلاحی‌پور  | اکبر   | همسر سابق زری         |
| شراره دولت‌آبادی | مینو   | دوست زری              |
| آفرین چیت‌ساز    | زری    | همسر سابق اکبر و غلام |
| مهسا میرزاصادقی | شراره  | دختر اکبر             |
| ولی‌الله مؤمنی   | غلام   | همسر سابق زری         |

## بازیگران ثابت
- ایرج نوذری - سرگرد امیری
- بابک نوری - ستوان بیات
- مریم سلطانی - نگین همسر سرگرد امیری